# Alonso Cano
Alonso Cano Almansa (Granada, bautizado el 19 de marzo de 1601-Granada, 3 de septiembre de 1667) fue un pintor, escultor y arquitecto español del Barroco. Es considerado el fundador de la escuela granadina de pintura. Ejerció una gran influencia artística en Andalucía y Madrid. Tuvo como discípulo al pintor, escultor y arquitecto Sebastián Herrera Barnuevo. Pueden considerarse discípulos suyos los pintores Juan de Sevilla, Pedro Atanasio Bocanegra y Juan Niño de Guevara y los escultores Pedro de Mena y José de Mora.

## Biografía

### En Granada
Sus padres eran originarios de La Mancha. Su padre, Miguel Cano, era natural de Almodóvar del Campo, y su madre, María de Almansa, era natural de Villarrobledo. En 1587 el matrimonio se instaló en Granada, donde tuvieron ocho hijos. Alonso fue el séptimo y fue bautizado el 19 de marzo de 1601 en la Iglesia de San Ildefonso. En Granada debieron morir dos de los ocho hijos, puesto que Miguel Cano solo hace referencia a seis en su testamento en 1642.
El padre era maestro ensamblador y trabajó con retablos, sillerías de coro y sagrarios. En su trabajo en Granada, colaboró con artistas como Pablo de Rojas, Bernabé de Gaviria, Diego de Navas, Diego de Aranda, Juan García Corrales y Bautista de Alvarado.
Según el historiador Juan Agustín Ceán Bermúdez, el pintor Juan del Castillo pasó por Granada y advirtió las grandes dotes de Alonso Cano. Entonces aconsejó a su padre que lo llevase a Sevilla, para formarlo en las artes.

### En Sevilla
En 1614 Miguel Cano se trasladó con su familia a la calle Carreteros (hoy Fabié) del barrio de Triana, Sevilla. Poco después se mudó a la cercana calle Espíritu Santo (hoy Betis), en el mismo barrio. Miguel prosperó laboralmente y comenzó a llevar a cabo encargos de cierta importancia en las provincias de Sevilla, Huelva y Cádiz.
En las informaciones para el ingreso de Diego Velázquez en la Orden de Santiago, Cano testificó en Madrid, el 23 de diciembre de 1658, conocerlo desde 1614. En su declaración decía haber conocido también a sus padres y al abuelo paterno en Sevilla, y que eran de sangre limpia y tenidos por hijosdalgo.  Entre ambos artistas se fraguó una amistad estrecha.
Se desconoce a qué se dedicó Alonso Cano entre 1614 y 1616, pero puede suponerse que aprendió en el taller paterno a dibujar patrones y platillajes para sillerías, tabernáculos y retablos, adornados con motivos de origen clásico. El estudio de esto tenía lugar con láminas italianas o flamencas.
El 17 de agosto de 1616 Miguel Cano contrató con Francisco Pacheco la educación de Alonso en la pintura. Según este acuerdo, el aprendiz trabajaría cinco años en el taller y el maestro se haría cargo de su formación, su alojamiento y su manutención. El historiador Lázaro Díaz del Valle dice que Alonso Cano solo estuvo ocho meses en el taller de Pacheco y el historiador Antonio Palomino dice que pasó luego a los talleres de Juan del Castillo y de Francisco de Herrera el Viejo.

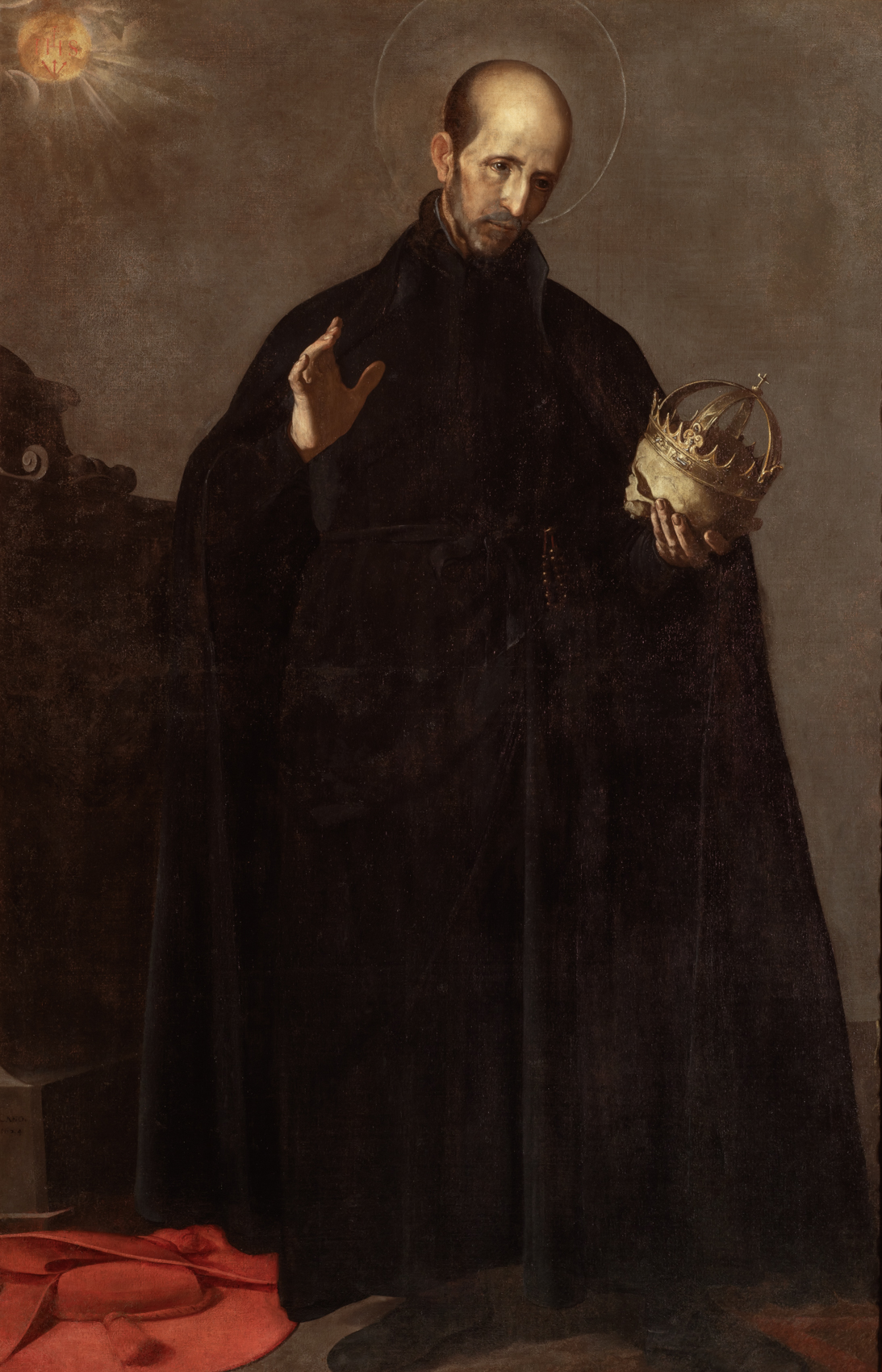
San Francisco de Borja. 1624. Pintura juvenil de Alonso Cano. Museo de Bellas Artes de Sevilla.

En 1624 se conoce su obra San Francisco de Borja, aunque debió de hacer más pinturas. En 1624, tal vez por carecer aún de su carta de maestro pintor, rechazó pintar lienzos para el claustro del convento de la Merced de Sevilla, lo que fue luego confiado a Francisco de Zurbarán.
El 26 de enero de 1625 se casó en la iglesia de San Vicente con María de Figueroa, viuda de Pedro de Acosta.
El 12 de abril de 1626 consta que Alonso ya había pasado su examen del oficio y arte de pintor de imaginería. Poco después, ese mismo año, se trasladó a la collación de San Miguel, donde tuvo su casa y taller. El 12 de enero de 1627 se trasladó a unas casas alquiladas en la collación de San Lorenzo, en la calle Naranjuelo (hoy Cardenal Spínola).
En 1627 falleció su esposa. Se cree que, o bien no le dio descendencia, o, según H. Whethey, le dio solamente un hijo, llamado Hernando.
Su padre, Miguel Cano, colaboró con su hijo en numerosos trabajos.
Se ha especulado, por su estilo, que en la década de 1620 se formó en la escultura de la mano de Juan Martínez Montañés. Según Ceán Bermúdez, el estilo de Alonso Cano debió aprenderlo de las esculturas clásicas del entonces palacio de los duques de Alcalá (actualmente conocido como la Casa de Pilatos). El hecho es que en 1629 empezó a figurar también en los contratos notariales como maestro escultor y arquitecto.
Por su parte, en estos años Zurbarán asombró a la urbe con sus obras, como las de la capilla de San Pedro de la catedral y las del claustro de la Merced, y en 1630 el Concejo de la Ciudad le invitó a dejar Llerena e instalarse en Sevilla. Alonso Cano, como representante del gremio, quiso examinar a Zurbarán como pintor, pero este se negó, contando con el apoyo del concejo y del asistente. Zurbarán se instaló en Sevilla y el Concejo le encargó una pintura de la Inmaculada.
Cuando a Alonso le realizaban encargos desde poblaciones que se encontraban a las orillas del Guadalquivir, las fabricaba en Sevilla y luego las embarcaba hacia su destino.
En sus años en Sevilla colaboró con los artistas Felipe y Gaspar de Ribas, Luis Ortiz de Vargas, Juan del Castillo, Pablo Legot, los Uceda, Martín de Andújar Cantos, Francisco Varela y otros.
En mayo de 1631 Alonso regresó a la collación de San Vicente. El 31 de julio de 1631 contrajo matrimonio en la iglesia de Santa Marina con María Magdalena de Uceda Pinto de León, una niña de 13 años, hija del pintor Juan Bautista de Uceda.
Poco después, el matrimonio se trasladó a la collación de San Lorenzo, tal vez a las mismas casas de la calle Naranjuelo. El 18 de junio de 1633 arrendaron unas casas en la calle de las Armas (hoy Alfonso XII). Finalmente, a finales de ese año, se trasladaron a la collación de la Magdalena.
La madre de Alonso falleció poco después y su padre contrajo matrimonio en segundas nupcias con Luisa de Osorio. El matrimonio se mudaría posteriormente a la collación de San Gil.
En noviembre de 1631 el pintor Juan de Uceda Castroverde, tío político de Alonso, hizo testamento y le cedió parte de los beneficios de una mina de plata en Cala. También legó muchas estampas, dibujos y modelos a Juan Bautista, que pudieron ser manejadas por Alonso Cano, así como libros de anatomía y un libro de arquitectura.
En 1635 Martínez Montañez, que debía marchar temporalmente a Madrid, le encomendó que le sustituyera en la representación del gremio de escultores y arquitectos.
En agosto de 1636 se encontraba en la cárcel por unas deudas y fue su amigo Juan del Castillo el que pagó la fianza. Enfermó en la cárcel y fue cuidado por Juan del Castillo, que lo alojó temporalmente en su casa. Finalmente, Alonso pagó las deudas vendiendo a Pablo Legot el esclavo negro que recibió como dote de su segunda mujer. Pese a esto, mantuvo su prestigio y en 1637 representó al gremio de arquitectos y escultores en un pleito contra los carpinteros de lo blanco sobre el encabezamiento de las alcabalas.
Antonio Palomino narra que Alonso Cano, sabiendo del manejo de las armas, hirió gravemente en un duelo al pintor Sebastián de Llanos y Valdés.

### En Madrid

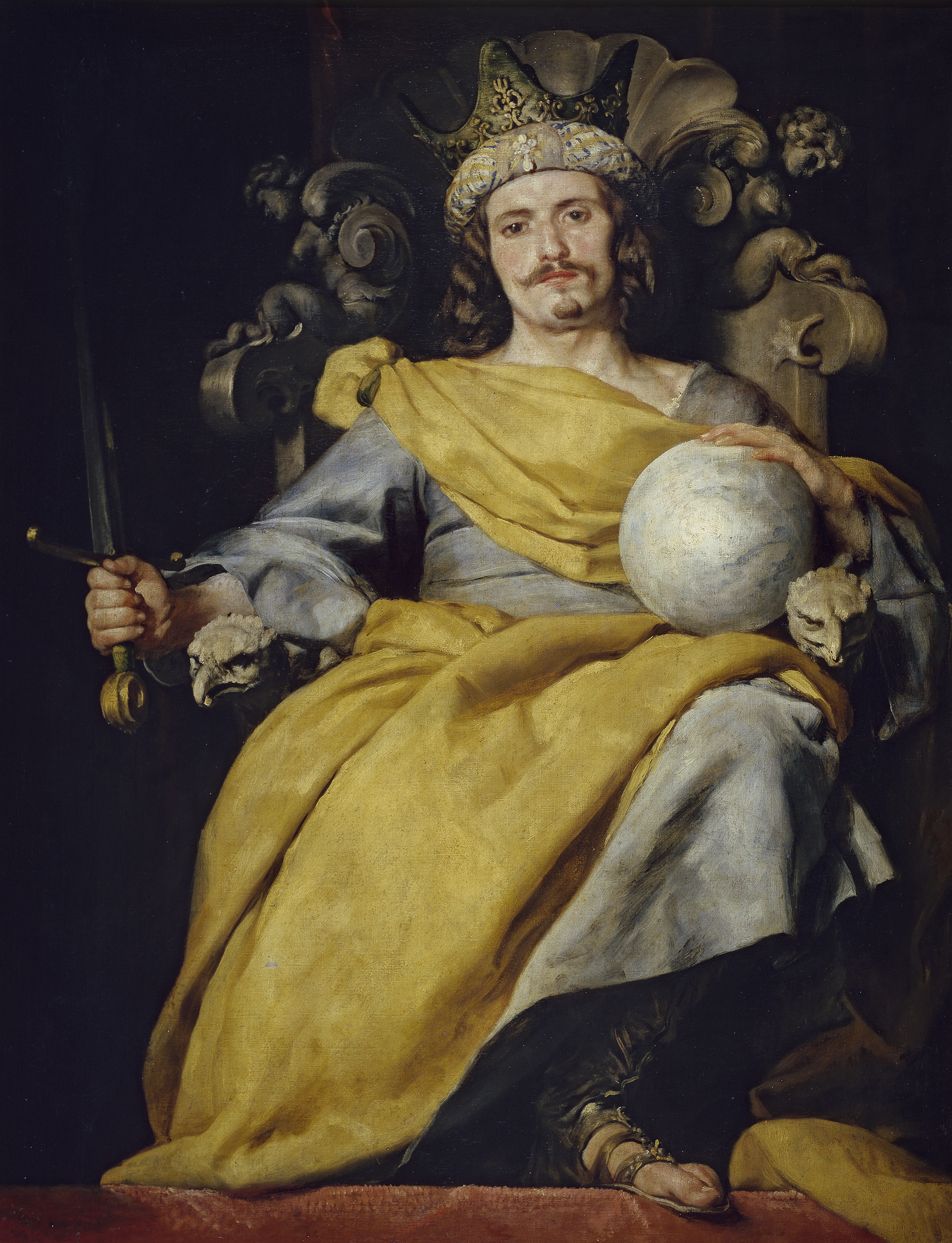
Rey de España, c. 1640. Uno de los lienzos de Alonso Cano en el Museo del Prado. Madrid.

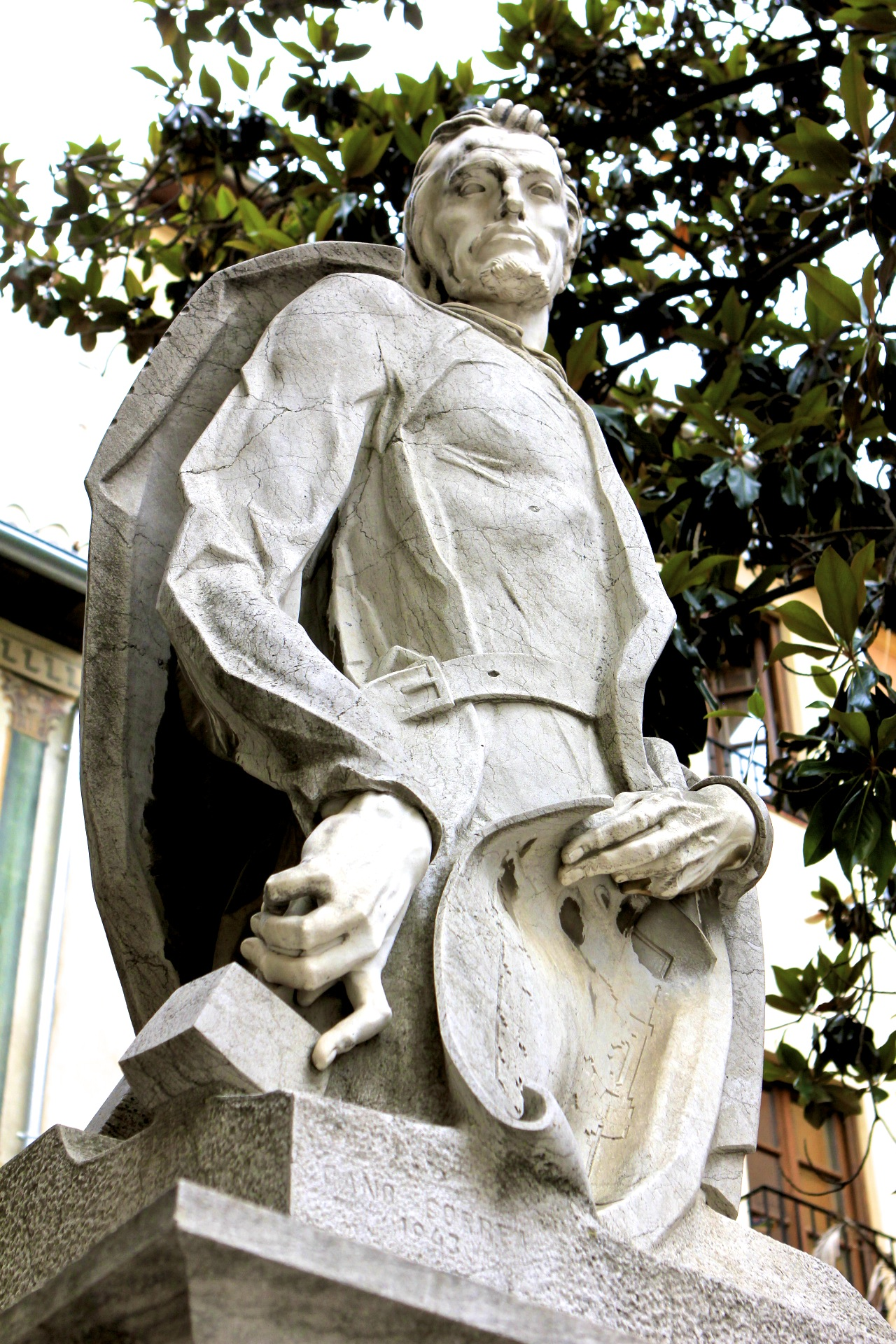
Estatua de Alonso Cano en Granada (1943), obra de Antonio Cano Correa.

En 1637 comenzó preparar su viaje a Madrid, a donde había sido llamado para trabajar para el valido de Felipe IV, el poderoso conde-duque de Olivares. Posiblemente, fue llamado por una sugerencia de Velázquez.
En el invierno de 1638 se instaló en Madrid. En 1642 envió a su padre un poder general para traspasar todos sus asuntos, lo que indica su deseo de permanecer en la corte. En esta etapa fue profesor de dibujo del príncipe Baltasar Carlos.
Por su proximidad a la corte, Cano pudo conocer las colecciones reales, ricas en pintura veneciana del siglo XVI y en obras recientes de su colega Velázquez. Todo esto ayuda a explicar su evolución, del tenebrismo derivado de Caravaggio a un estilo más colorista y de figuras elegantes que a veces recuerdan a Van Dyck.
En 1643 el conde-duque de Olivares, su protector, dejó de ser valido del rey, pero Alonso continuó trabajando gracias a su talento.
Estando en la villa y corte, fue maestro de Sebastián de Herrera Barnuevo.
En 1644 su esposa fue hallada asesinada de quince puñaladas y con mechones de cabello de su asesino entre las manos. El gacetillero de la corte, Pellicer y Tovar, indicó cuatro días después que se acusaba del crimen a un pintor italiano a quien Cano permitía copiar sus figuras y que vivía en la casa del artista. El susodicho pintor italiano desapareció y las autoridades descubrieron desavenencias entre los esposos, por lo que empezaron a sospechar del propio Alonso. Fue arrestado y torturado, pero no se le declaró culpable.
Tras esto, se trasladó a la provincia de Valencia, donde estuvo viviendo durante un tiempo en la Cartuja de Porta Coeli. Alonso se llevó a este lugar libros, estampas e instrumentos, lo que parece un indicio de que pensaba quedarse definitivamente allí. Sin embargo, en 1645 decidió regresar a Madrid.
Posteriormente, solicitó al rey una prebenda en el cabildo eclesiástico de la catedral de Granada, lo cual le fue concedido.

### Regreso a Granada
Regresó a Granada en 1652. Estuvo viviendo en el barrio del Albaicín. Su labor logró influir enormemente en Granada y en toda Andalucía Oriental en la segunda mitad del siglo XVII.
Murió, en extrema pobreza, el 3 de septiembre de 1667. Uno de sus discípulos, Atanasio Bocanegra, le retrató en sus últimos momentos. Este cuadro se conserva en el Museo de Bellas Artes de Sevilla.

## Estilo
En la formación inicial de Cano tiene mucha influencia el manierismo, a lo que vino a sumarse el barroquismo que empezaba a apreciarse en el ambiente sevillano.
Durante buena parte de su etapa sevillana practicará el tenebrismo en sus pinturas. En 1640 se encargó de restaurar unos cuadros tras el incendio del palacio del Buen Retiro, lo que le llevó a asimilar las técnicas pictóricas italiana y flamenca. Se dejó influir especialmente por los pintores venecianos del siglo XVI y por las formas elegantes y las tonalidades transparentes de Van Dyck.
Entre 1639 y 1640 se encargó de pintar 16 retratos imaginarios de reyes medievales de España para el Salón Dorado del Alcázar de Madrid. En el incendio de 1734 se perdieron todos salvo Un rey de España y Dos reyes de España. Ambos se encuentran en el Museo del Prado y en ellos se aprecia el interés del pintor por el color y la transparencia.

## Selección de obras

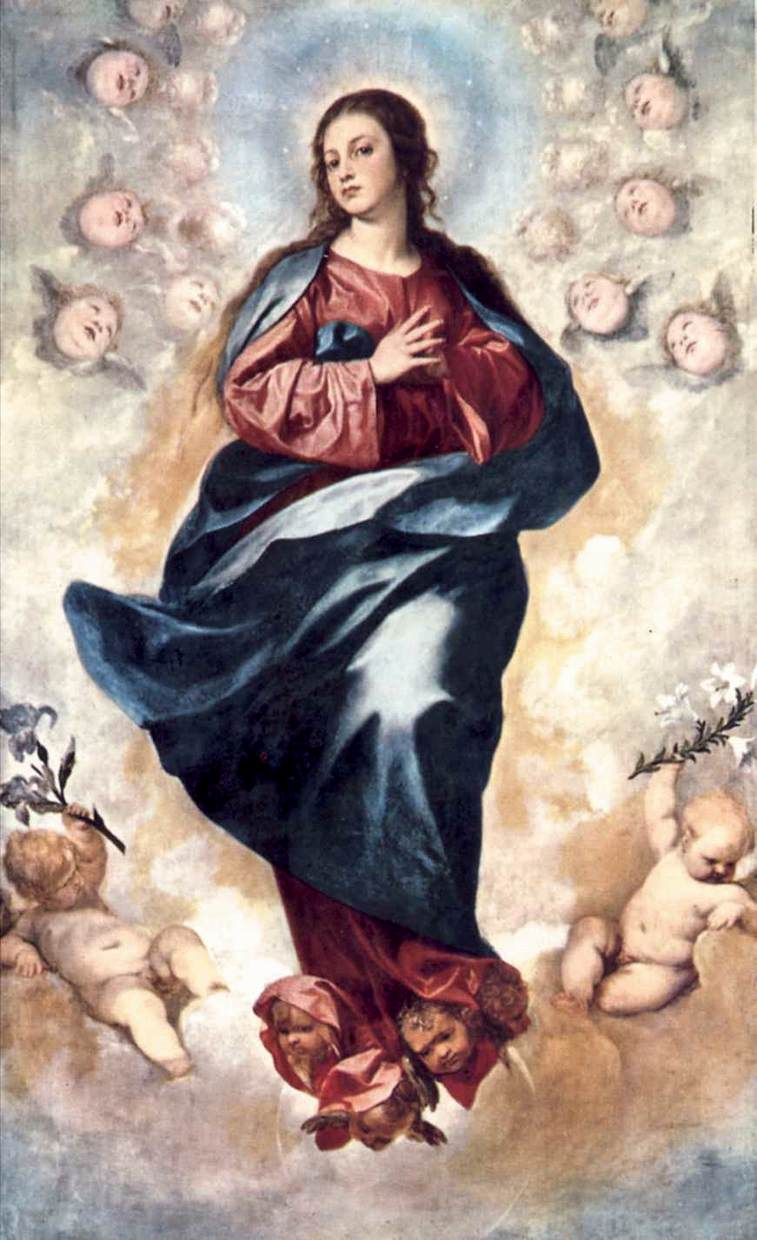
La Inmaculada Concepción, 1648. Museo Diocesano de Arte Sacro de Álava.

Tras la invasión francesa de Sevilla, el mariscal Soult se llevó a Francia una colección de cuadros, entre los cuales había 25 obras de Alonso Cano.

### Pintura
- 1620-1624. Jesús atado a la columna. Mezquita-catedral de Córdoba.[40]
- 1620-1625. San Juan Evangelista. Antigua colección Castell. Barcelona.[41]
- 1624. San Francisco de Borja. Museo de Bellas Artes de Sevilla.[41]
- ¿1625?. Retrato de un eclesiástico. Sociedad Hispánica de América. Nueva York.[41]
- Hacia 1628. Santa María Magdalena de Pazzi. Museo de Bellas Artes de Sevilla.[42]
- 1630. Tabernáculo con pintura del Niño Jesús. Iglesia de Nuestra Señora de la O. Rota.[41]
- Hacia 1630-1634. Dos cuadros de Tobías. Colección Bonilla. Jaén.[43]
- 1631. Jesús atado a la columna. Puerta del Sagrario del retablo mayor de la Iglesia de Santa María la Blanca. La Campana.[44][41]
- 1631-1637. Santa Inés. Destruida en un incendio en Berlín en 1945.
- Hacia 1634-1635. Calle de la Amargura. Museo de Arte de Worcester.[43]
- 1635-1637. Visión de San Juan. Colección Wallace. Londres.[43]
- 1635-1637. Visión de Dios. Museo Ringling. Sarasota. Terminado por Juan del Castillo.[43]
- Hacia 1635-1637. Virgen de Belén. Catedral de Sevilla.[43]
- 1636. Ánimas del Purgatorio. Museo de Bellas Artes de Sevilla.[43]
- Hacia 1636-1637. Virgen de Belén. Museo de Jaén. Copia de la Virgen de Belén de la Catedral de Sevilla.[43]
- Hacia 1636-1637. Virgen de Belén. Museo del Hermitage de San Petersburgo. Copia.[43]
- Hacia 1636-1637. Cristo de la Humildad. Iglesia de San Ginés. Madrid.[43]
- 1646. Cristo Crucificado. Real Academia de Bellas Artes de San Fernando. Madrid.[45]
- Hacia 1635-1637. Cristo y la Samaritana. Real Academia de Bellas Artes de San Fernando. Madrid.[46]
- 1638-1651. Juno. Museo del Prado. Madrid.[47][48]
- 1645. La historia de la circuncisión de Jesucristo, Santa Ana con la Virgen en brazos, Santa Isabel con San Juan Bautista, Jesucristo para la puerta del sagrario y dos tableritos, uno con Santo Tomás de Aquino y otro con San Gonzalo de Amarante. Todo ello para el retablo del Santo Nombre de Jesús. Catedral de Getafe.[49]
- 1648. Inmaculada Concepción. Museo Diocesano de Arte Sacro de Álava.

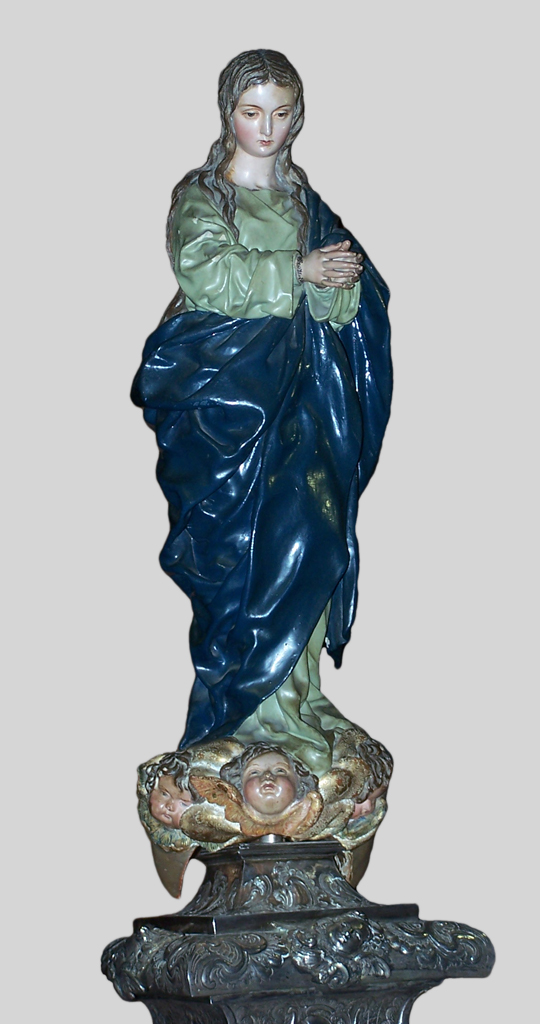
La Inmaculada del Facistol, 1655. Sacristía de la Catedral de Granada.

- 1657-1660. Flagelación de Jesús. Convento del Santísimo Cristo de la Victoria de Serradilla.[50]
- 1652 a 1664. Siete lienzos con la vida de la Virgen María. Cabecera de la Catedral de Granada.[51]
- Santa Catalina. Colección privada de París. Existe una copia realizada por Eugéne Delacroix en el Museo de Bellas Artes de Béziers.[39][52]

### Esculturas
- Hacia 1620. Inmaculada. Iglesia de la Concepción. Sevilla.[41]
- 1628-1629. Santa Teresa de Ávila. Iglesia del Buen Suceso. Sevilla.[41]
- 1631-1632. Virgen de la Oliva. Lebrija.[41]
- Hacia 1633-1634. Inmaculada. Iglesia de San Julián. Sevilla.[41]
- 1634. San Juan Bautista. Antigua colección Güell. Barcelona.[41]
- 1655. Inmaculada del Facistol. Sacristía de la Catedral de Granada.[53]

### Retablos y sillerías
- 1629-1631. Retablo mayor de la Iglesia de Santa María de la Oliva. Lebrija.[41]
- 1629-1637. Retablo mayor de la Iglesia de Santa María la Blanca. La Campana.[41]
- 1631-1637. Sillería de coro. Iglesia de Santa Catalina. Sevilla.[41]
- 1635-1637. Retablo de San Juan Evangelista. Iglesia del Convento de Santa Paula. Sevilla.[43]